# Lijst van bekende Limburgers (Nederland)
Deze lijst van Limburgers betreft bekende personen die in de Nederlandse provincie Limburg zijn geboren, hebben gewoond of nog wonen.

## A
- Frits Abrahams (1946) - journalist, columnist
- Tom America (1949) - muzikant, componist
- Stevie Ann (1986) - zangeres

- Henri Arends (1921-1993) - dirigent
- Angel-Eye (1974) - artiest-producer

## B
- Doris Baaten (1956) - musicalactrice
- Louis Beel (1902-1977) - politicus, minister-president van Nederland; vice-president Raad van State
- Edmond Beel (1910-1996) - hulpbisschop van Roermond
- Roy Bejas (1987) - voetballer
- Gerard Bergholtz (1939) - voetballer
- Joep Bertrams (1946) - politiek tekenaar, illustrator, cartoonist
- Eddy Beugels (1944) - wielrenner
- Carla Beurskens (1952) - marathonloopster
- Huub Beurskens (1950) - dichter, kunstschilder
- Rens Blom (1977) - wereldkampioen polsstokhoogspringen 2005
- Vivian Boelen (1956) - televisiepresentatrice
- Mieke de Boer (1980) - darter
- Franciscus Boermans (1815-1900) - bisschop van Roermond
- Frans Boermans  (1917-1999) - liedjesschrijver, zanger
- Mark van Bommel (1977) - voetballer
- Jo van den Booren (1935) - componist, dirigent
- Alphons Boosten (1893-1951) - architect
- Joes Brauers (1999) - acteur
- John Bröcheler (1945) - bas-bariton
- Willy Brokamp (1946) - voetballer
- Jeroen Brouwers (1940) - schrijver
- Frans Budé (1945) - dichter-schrijver
- Peter Buwalda (1971) - journalist-schrijver

## C
- Jo Cals (1914-1971) - minister-president van Nederland
- Alphons Castermans (1924-2008) - hulpbisschop van Roermond
- Jo Coenen (1949) - architect
- Pierre Cnoops (1938-2018) - komiek en buuttereedner
- Wiel Coerver (1924-2011) - voetbaltrainer
- Carine Crutzen (1961) - actrice
- Pierre Cuypers (1827-1921) - architect

## D
- Pieke Dassen (1926-2007) - acteur, poppenspeler, kleinkunstenaar
- Peter 'Pie' Debye (1884-1966) - natuurkundige, Nobelprijswinnaar
- Pieter Defesche (1921-1998) - beeldend kunstenaar, kunstschilder, graficus
- Govert Derix (1962) - filosoof, schrijver, columnist
- Jan Dibbets (1941) - beeldend kunstenaar
- John van Dijk (1951) - burgemeester van Vaals en algemeen directeur van Roda JC
- Jef Diederen (1920-2009) - beeldend kunstenaar, kunstschilder, graficus
- Joep Dohmen (1960) - onderzoeksjournalist, auteur
- Thei Dols (1939) - cabaretier, zanger
- Hub van Doorne (1900-1979) - oprichter van DAF
- Josephus Drehmanns (1843-1913) - bisschop van Roermond
- Willy Dullens (1945) - voetballer
- Tom Dumoulin (1990) - wielrenner

## E
- Jon van Eerd (1960) - toneelspeler
- Tren van Enckevort (1970) - accordeonist en toetsenist van Rowwen Hèze
- Frans Erens (1857-1935) - criticus, vertaler, Tachtigers-literator
- Jo Erens (1928-1955) - troubadour
- Hans Erkens (1952) - voetballer
- Camiel Eurlings (1973) - Nederlands politicus en minister
- Sjarel Ex (1957) - kunsthistoricus en museumdirecteur
- Charles Eyck (1897-1983) - beeldend kunstenaar

## F
- Léon Frissen (1950) - gouverneur van Limburg

## G
- Henriëtte van Gasteren (Lilith) (1964) - beeldend kunstenaar
- Marco Gielen (1970) - langeafstandsloper
- Joannes Gijsen (1932-2013) - bisschop van Roermond en bisschop van Reijkjavik-IJsland
- Jérôme Goffin (1921-1963) - graficus, glazenier
- Mia Gommers (1939) - wereldrecordhoudster 1500 m hardlopen
- Maurice Graef (1969) - voetballer
- Dion Graus (1967) - Politicus

## H
- Jochum ten Haaf (1978) - acteur
- Yvonne Habets (1948-2007) - journaliste en tv-presentatrice
- Dylan Haegens (1992) - Youtuber
- Marcel Haenen (1960) - NRC-redacteur
- Joop Haex (1911-2002) - politicus
- Ralph Hamers (1966) - bestuursvoorzitter ING Groep NV
- Bert Hana (1982) - acteur, regisseur
- Jan Hanlo (1912-1969) - dichter, schrijver
- Willy Hautvast (1932) - componist
- Pé Hawinkels (1942-1977) - dichter, schrijver, vertaler
- Mylène de la Haye (1959) - presentatrice
- Brigitte Heitzer (1979) - musicalactrice
- Marijke Helwegen (1948) - icoon van plastische chirurgie - Heerlen
- Bob Heppener (1925-2009) - componist
- Leo Herberghs (1924-2019) - dichter, schrijver
- Ben Herbergs (1947) - auteur en uitgever
- Henri Hermans (1883-1947) - dirigent
- Toon Hermans (1916-2000) - cabaretier, zanger, kunstschilder en dichter
- Jorrit Hendrix (1995) - voetballer
- Jos Hessels (1965) - lid Tweede Kamer CDA
- Remy van Heugten (1976) - filmregisseur
- André van den Heuvel (1927-2016) - acteur
- Maria van der Hoeven (1949) - CDA-politica
- Willem Hofhuizen (1915-1986) - beeldend kunstenaar
- Kevin Hofland (1979) - voetballer
- Pieter van den Hoogenband (1978) - zwemmer en olympisch kampioen
- Leo Horn (1916-1995) - voetbalscheidsrechter en textielhandelaar
- Francine Houben (1955) - architect
- Edmond Hustinx (1898-1984) - uitvinder, naamgever cultuurprijs
- Twan Huys (1964) - journalist en tv-presentator
- Guus Hupperts (1992) - voetballer

## J
- Bas Jacobs (1979) - voetballer
- Willem Janssen (1986) - voetballer
- Chantal Janzen (1979) - musicalactrice en presentatrice
- Everard de Jong (1958) - hulpbisschop van Roermond

## K
- Adam van Kan (1877-1944) - wetenschapper
- Pierre Kemp (1886-1967) - dichter
- Piet Knarren (1948) - trompettist
- Manuel Kneepkens - dichter, jurist en stadspoliticus
- Wiel Knipa (1921-2002) - zanger, televisiepresentator
- Martin Konings (1929) - politicus, Kamerlid
- Beppie Kraft (1946) - zangeres
- Sjeng Kraft (1924-1999) - liedjesschrijver, accordeonist
- Sjeng Kremers (1933) - gouverneur
- Wiel Kusters (1947) - dichter, schrijver en em. hoogleraar
- Pieter Kuijpers (1968) - filmregisseur

## L
- Lambertus (650-705) - bisschop van Maastricht
- Cor Lambregts (1958) - langeafstandsloper
- Gerd Leers (1951) - burgemeester van Maastricht, minister
- Guillaume Lemmens (1884-1960) - bisschop van Roermond
- Benny Lindelauf (1966) - schrijver & toneelauteur
- Joey Litjens (1990) - motorcoureur
- Paul van Loon (1955) - schrijver
- Eric van der Luer (1965) - voetballer
- Marcia Luyten (1971) - tv-presentatrice, econoom, journalist

## M
- Jo Maas (1954) - wielrenner
- René Maessen (1945) - vicaris-generaal bisdom Roermond en deken van Thorn
- Dirk Marcellis (1988) - voetballer
- Lieke Martens (1992) - voetbalster
- Marita Mathijsen (1944) - hoogleraar letteren
- Eugène Martineau (1980) - tienkamper
- Erik Meijer (1969) - voetballer
- Leon Melchior (1926) - bevorderaar nationale hippische sport
- Felix Meurders (1946) - presentator
- Jan Pieter Minckelers (1748-1824) - natuurkundige, uitvinder
- Hadewych Minis (1977) - actrice
- Gerard Mols (1951) - jurist, bestuurder
- Alex Moonen (1983) - judoka en krachtsporter
- Petrus Moors (1906-1980) - bisschop van Roermond
- Max Moszkowicz sr. (1926) - advocaat
- Bram Moszkowicz (1960) - jurist

## N
- Theo Neutelings (1892-1994) - ondernemer
- Benny Neyman (1951-2008) - zanger
- Matty Niël (1918-1989) - componist, muziekpedagoog
- Willem Hubert Nolens (1860-1931) - rooms-katholiek priester, politicus en Minister van Staat

## O
- Cyrille Offermans (1945) - essayist/criticus
- Ruben L. Oppenheimer (1975) - cartoonist
- Henriette d'Oultremont de Wégimont (1792-1864) - tweede echtgenote van koning Willem I

## P
- Connie Palmen (1955) - auteur
- Maartje Paumen (1985) - hockey-international
- Jan Peumans (1951) - Belgisch politicus
- Frits Peutz (1896-1974) - architect
- Jack Poels (1957) - zanger van Rowwen Hèze
- Wout Poels (1987) - wielrenner

## Q
- Eugène Quanjel (1897-1998) - beeldend kunstenaar

## R
- Ton van Reen (1941) - journalist, schrijver, dichter
- Petrus Regout (1801-1878) - grootindustrieel
- Gé Reinders (1953) - muzikant, zanger en schrijver
- Fernando Ricksen (1976-2019) - voetballer
- André Rieu (1949) - muzikant, orkestleider
- Jo Ritzen (1948) - minister van Onderwijs; voorzitter van het College van Bestuur van de Universiteit Maastricht
- Wil Roebroeks (1955) - archeoloog
- Marco Roelofs (1974) - zanger bij de Heideroosjes
- Fred Rompelberg (1945) - wielrenner
- Olaf Rompelberg (1987) - voetballer
- Charles Ruijs de Beerenbrouck (1873-1936) - commissaris van de Koningin van Limburg; minister-president van Nederland
- Anne-Mieke Ruyten (1960) - actrice, regisseuse

## S
- René Shuman (1967) - artiest, producer
- Jolande Sap (1963) - econome en politica (fractievoorzitter van GroenLinks)
- Sjeng Schalken (1976) - tennisser
- Frank Scheffer (1956) - filmmaker
- Willy Schobben (1915-2009) - trompettist en orkestleider
- Ger Senden (1971) - voetballer
- Servaas van Maastricht (overleden 384) - bisschop
- Hein Simons (1955) - Nederlands zanger
- Harrie Smeets (1960-2023) bisschop van Roermond
- Carl Smulders (1863-1934) - componist
- Jeu Sprengers (1938-2008) - KNVB-voorzitter, UEFA-bestuurslid, UEFA-penningmeester, VVV-voorzitter en Jocus-prins
- Huub Stapel (1954) - acteur en presentator
- Huub Stevens (1953) - voetballer en voetbaltrainer
- Karin Stevens (1989) - voetbalster
- Stephanie Struijk (1986) - zangeres Stevie Ann
- Victor de Stuers (1843-1916) - oprichter Monumentenzorg Nederland
- Johannes Suykerbuyk (1959) - componist, musicoloog

## T
- Sjeng Tans (1912-1993) - politicus
- Frans Theunisz (1946) - zanger
- Charles Thewissen (1905-1973) - historicus
- Jac. P. Thijsse (1865-1945) - bioloog
- Frans Timmermans (1961) - politicus
- Johann Friedrich August Tischbein (1750-1812) - schilder
- Tof Thissen (1957) - politicus
- Boris Titulaer (1980) - zanger
- Chriet Titulaer (1943-2017) - sterrenkundige en televisiepresentator
- Louis Toebosch (1916) - componist, muziekpedagoog, organist
- Hans van der Togt (1947) - presentator

## V
- Arnold Vanderlyde (1963) - bokser
- Hendrik van Veldeke (12e eeuw) - dichter
- Dennis van de Ven (1973) - regisseur, acteur, schrijver, zanger, televisiemaker, theatermaker
- Lotte Verbeek (1982) - actrice
- Ben Verbong (1949) - regisseur
- Leon Verdonschot (1973) - schrijver, presentator, regisseur, journalist
- Sef Vergoossen (1947) - voetbaltrainer
- Paul Verhaegh (1983) - voetballer
- Maxime Verhagen (1956) - politicus
- Mark Verheijen (1976) - politicus
- Rámon Verkoeijen (1986) - radio-sidekick
- Jos Verstappen (1972) - autocoureur
- Max Verstappen (1997) - autocoureur
- Lies Visschedijk (1974) - film-, toneel-, tv-, stemactrice
- Bart Voncken (1985) - zanger
- Nico de Vries (1961) - acteur
- Peggy Vrijens (1976) - actrice
- Dirk de Vroome (1925-1986) - alias "de Rooie Reus", actievoerder

## W
- Hans van de Waarsenburg (1943-2015) - dichter, voorzitter van The Maastricht International Poetry Nights
- Ronald Waterreus (1970) - voetballer
- Frans Weekers (1967) - politicus, staatssecretaris van Financiën in de kabinetten Rutte I en II
- Frans Wiertz (1942) - bisschop van Roermond
- Ad Wijnands (1959) - wielrenner
- Maurice Wijnen (1970)  - theater- en televisiemaker
- Rudi Wijnen (1994) - YouTuber
- Geert Wilders (1963) - politicus
- Jeroen Willems (1962-2012) - acteur
- Henri Gerard Winkelman (1876-1952) - militair
- Peter Winnen (1951) - wielrenner
- Thijs Wöltgens (1943–2008) - politicus

## Z
- Boudewijn Zenden (1976) - voetballer